# Danh sách phim One Piece

Bìa DVD bộ phim điện ảnh đầu tiên

Từ khi ra mắt chuyển thể anime manga One Piece của Oda Eiichiro Oda năm 1999, Toei Animation cũng tiến hành sản xuất khoảng 15 phim chủ đề, theo truyền thống được công chiếu trong kì nghỉ xuân ở trường học Nhật Bản kể từ năm 2000. Ở ba tập điện ảnh đầu tiên thời lượng chỉ gói gọn trong khoảng 45–60 phút mỗi phim và từ phim thứ tư trở đi, được làm đúng và đủ thời lượng của phim chủ đề là từ 90-120 phút.

## Danh sách phim
| #  | Tựa đề | Ngày công chiếu      | Ngày công chiếu      | Doanh thu (JPY) |
| #  | Tựa đề | Nhật Bản             | Việt Nam             | Doanh thu (JPY) |
| -- | --- | -------------------- | -------------------- | --------------- |
| 1  | One Piece: The Movie (ワンピース Wan Pīsu) | 4 tháng 3 năm 2000   |                      | ¥2.16 tỉ Yên    |
| 2  | Chuyến phiêu lưu trên Đảo Máy đồng hồ (ねじまき島の冒険 Nejimaki-shima no Bōken)                                                                                                 | 3 tháng 3 năm 2001   |                      | ¥3 tỉ Yên       |
| 3  | Vương quốc Chopper trên đảo Thú lạ (珍獣島のチョッパー王国 Chinjū-tō no Choppā-ōkoku )                                                                                           | 2 tháng 3 năm 2002   |                      | ¥2 tỉ Yên       |
| 4  | One Piece: Cuộc đua tử thần (デッドエンドの冒険 Wan Pīsu Za Mūbī Deddo Endo no Bōken)                                                                                            | 1 tháng 3 năm 2003   |                      | ¥2 tỉ Yên       |
| 5  | One Piece: Lời nguyền thánh kiếm (呪われた聖剣 Norowareta Seiken) | 6 tháng 3 năm 2004   |                      | ¥1.8 tỉ Yên     |
| 6  | Nam tước Omatsuri và hòn đảo bí mật (オマツリ男爵と秘密の島 Omatsuri Danshaku to Himitsu no Shima)                                                                               | 5 tháng 3 năm 2005   |                      | ¥1.2 tỉ Yên     |
| 7  | Tên lính máy khổng lồ trong lâu đài Karakuri (カラクリ城のメカ巨兵 Karakuri-jō no Meka Kyohei)                                                                                   | 4 tháng 3 năm 2006   |                      | ¥0.9 tỉ Yên     |
| 8  | Episode Of Alabasta - Nàng công chúa sa mạc và những tên Hải tặc (エピソードオブアラバスタ 砂漠の王女と海賊たち One Piece: Episōdo Obu Arabasuta: Sabaku no Ōjo to Kaizokutachi) | 3 tháng 3 năm 2007   |                      | ¥0.9 tỉ Yên     |
| 9  | Episode of Chopper+: Nở vào mùa Đông, bông Sakura diệu kì (エピソードオブチョッパー＋ 冬に咲く、奇跡の桜 Episōdo Obu Choppā Purasu: Fuyu ni Saku, Kiseki no Sakura)              | 1 tháng 3 năm 2008   |                      | ¥0.92 tỉ Yên    |
| 10 | One Piece: Sức mạnh tối thượng (ONE PIECE FILM STRONG WORLD) | 12 tháng 12 năm 2009 |                      | ¥4.8 tỉ Yên     |
| 11 | One Piece 3D: Truy tìm mũ rơm (ONE PIECE 3D 麦わらチェイス Wān Pīsu 3D: Mugiwara Cheisu)                                                                                         | 19 tháng 3 năm 2011  |                      | ¥0.79 tỉ Yên    |
| 12 | One Piece Film: Z | 15 tháng 12 năm 2012 |                      | ¥6.87 tỉ Yên    |
| 13 | One Piece Film Gold | 23 tháng 7 năm 2016  | 26 tháng 8 năm 2016  | ¥5.18 tỉ Yên    |
| 14 | One Piece: Stampede | 9 tháng 8 năm 2019   | 3 tháng 1 năm 2020   | ¥5.53 tỉ Yên    |
| 15 | One Piece Film: Red | 6 tháng 8 năm 2022   | 25 tháng 11 năm 2022 | ¥20.34 tỉ Yên   |